# آيت حاتم الشمالية (بوقشمير)
آيت حاتم الشمالية هي إحدى مشيخات المملكة المغربية، تتبع جغرافيا لإقليم الخميسات وإداريًا لبوقشمير. يقدر عدد سكانها بـ 2069 نسمة حسب الإحصاء الرسمي للسكان والسكنى لسنة 2004.